# Luis Alberto Hernández
Luis Alberto Hernández (Lima, 15 de fevereiro de 1981) é um futebolista peruano que atua como meia.

## Carreira
Luis Alberto Hernández integrou a Seleção Peruana de Futebol na Copa América de 2001.[carece de fontes?]